# Comité Paralímpico Brasileño
Comité Paralímpico Brasileño (portugués: Comitê Paralímpico Brasileño, CPB) es la organización deportiva encargada de organizar las actividades de la Paralímpica en Brasil, y lo representa ante el Comité Paralímpico Internacional (IPC) desde 1958. Su sede se encuentra en Río de Janeiro, Brasil.

## Historia
El deporte paralímpico brasileño surge en el año 1958. El 1 de abril de ese año , la silla de ruedas Robson de Almeida Sampaio, en colaboración con su amigo Aldo Miccolis , fundó el optimismo Club en Río de Janeiro. Meses después, el 28 de julio, también deficiente Seraphin Sergio Del Grande creó el Club de Parapléjicos de São Paulo (PBPC).
Los pioneros decidieron traer el deporte paralímpico para Brasil al tiempo que el tratamiento hospitalario en los Estados Unidos. Robson y Sergio tuvieron la oportunidad de presenciar la práctica de los deportistas en silla de ruedas, especialmente en el baloncesto.
En 1959 la Maracanãzinho Gymnasium, en Río de Janeiro, fue el anfitrión del primer partido de baloncesto en silla de ruedas en Brasil, São Paulo, cuando los Texans ganaron el optimismo del Club CPSP por 22-16 . Diez años más tarde, en 1969, Brasil participó en los Juegos Parapanamericanos en Buenos Aires, Argentina. Esta fue la primera competición internacional del movimiento paralímpico nacional. Con estructura de reciente y de poca información, el objetivo inicial de la delegación era conocer a los arreglos que formaban los deportes paralímpicos de caja y permitir la integración con los atletas brasileños del resto del continente. Tres años después, Brasil se llevó a cabo por primera vez en un Paralimpíada, celebrada en la ciudad alemana de Heidelberg.
En 1975, una falta de comunicación entre las entidades Paralímpicos más grandes de São Paulo y Río de Janeiro, Brasil lideró las dos delegaciones hicieron uso de los Juegos Panamericanos en silla de ruedas en la Ciudad de México. El problema causado Stoke Mandeville exigió el establecimiento de una asociación nacional. Así pues, incluso en el plano de regresar de México, se creó la Asociación Nacional de Deportes para Niños Excepcionales, Asociación Nacional actual de Discapacidad Deporte (ANDE ). La entidad pretende agregar los deportes jugados por atletas con algún tipo de discapacidad .
En 1978, fue el turno de Brasil para ser sede de una edición de los Juegos Panamericanos en silla de ruedas. La disputa ocurrió en Río de Janeiro. Con el crecimiento del deporte paralímpico en el país, los acuerdos comenzaron a ser clasificados. En 1984 se fundó la Asociación Brasileña de Deportes para Ciegos (ABDC) y la Asociación Brasileña de Deportes en silla de ruedas (ABRADECAR). En 1989, se creó la Asociación Brasileña de Deportes mentalmente discapacitadas (ABDEM). Un año más tarde, fue el turno de la Asociación Brasileña de Deportes para Amputados (ABDA) inicia sus actividades.

## Tenistas en silla de ruedas Brasileños[1]
- Carlos Santos
- Daniel Rodrigues
- Rafael Medeiros
- Mauricio Pomme
- Luiz-Carlos Ferreira
- Adalberto Rodrigues
- Marcos Vasconcelos
- Christopher Royet
- Bruno De Oliveira Makey Botelho
- Sebastiao Silva
- Flavio Santos
- Jader Caser
- Ymanitu Silva
- Charles Teixeira
- Anderson Jardim
- Joao Batista
- Marcos Alves
- Fabio Bernardes
- Jair Neto Pinto Cordeiro
- Fabio Batista
- Alex Antonio Aguiar
- Gabriel Pereira Oliveira
- Luiz Fernando Santos
- Pedro Fernandes
- Jocelio de Assis
- Rodolfo Oliveira
- Pedro Rocha
- Neivo Navarini
- Erico Moreira
- Carlos Hessel Rodrigues
- Paulo Renato de Andrade
- Roselio Aparecido Pereira
- Werner Silva